# Beyssenac
Beyssenac település Franciaországban, Corrèze megyében. Lakosainak száma 356 fő (2022. január 1.). Beyssenac Arnac-Pompadour, Concèze, Saint-Julien-le-Vendômois, Ségur-le-Château, Payzac és Saint-Cyr-les-Champagnes községekkel határos.

## Népesség
A település népességének változása:
| Lakosok száma | 505  | 405  | 382  | 359  | 371  | 372  | 368  | 359  | 357  | 356  |
|               | 1968 | 1982 | 1990 | 2006 | 2013 | 2015 | 2017 | 2019 | 2020 | 2022 |